# Суверенний громадянин

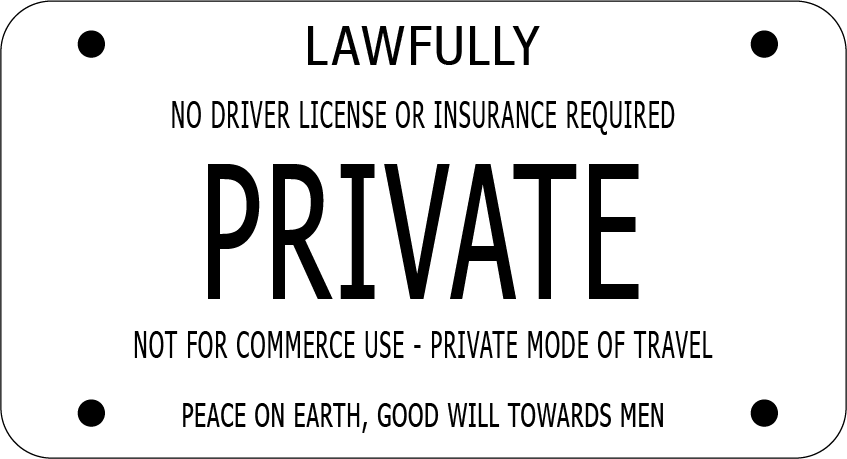
Саморобний «автомобільний номер», який інколи використовується послідовниками руху.

Суверенний громадянин (англ. Sovereign citizen) — явище, поширене в Сполучених Штатах Америки та, меншою мірою, в інших країнах англомовного світу (де це явище називається «вільна людина», англ. freemen on the land), зокрема в Канаді, Великій Британії, Австралії та Новій Зеландії, яке полягає в тому, що деякі особи вважають себе непідвладними уряду, особливо федеральному уряду США (або центральному уряду іншої англомовної країни), оскільки, як вони вважають, вони ніколи не давали уряду згоди на юрисдикцію над ними.

## Історія виникнення
Рух суверенних громадян бере свій початок в 1960-их роках з екстремістського угрупування «Posse Comitatus» та інших мілітаризованих праворадикальних рухів, основою переконань яких було те, що Сполучені Штати Америки контролюються глобальною єврейською змовою. Щоб відсторонитись від підтримки уряду, продовжуючи при цьому жити на території США, вони розробили власний світогляд, який, базуючись на серії лазівок у законах і судових рішеннях, вибірковому трактуванні Конституції США та на заплутаних податкових законах, стверджує що суверенні громадяни не повинні підкорятися законам США.

## Діяльність
Багато суверенних громадян вважають що уряд США є нелегітимним. Багато з них не визнає державну грошову одиницю і вважає себе «вільним від будь-яких юридичних обмежень». Вони вважають, що «федеральні громадяни» несвідомо втратили свої права, прийнявши в будь-якій формі федеральні закони. Публіцист Джей-Джей Макнаб, який пише про антиурядовий екстремізм для журналу Forbes, описує суверенних громадян як таких, що вірять, що окружний шериф є найвищим правоохоронцем в країні, чиї повноваження переважають повноваження будь-якого федерального агента, виборного посадовця або правоохоронця рівня штату.
Вони не вважають себе громадянами США, лише іноді можуть вважати себе громадянами штату, і свідомо уникають будь-яких юридичних контактів з урядом, які, на їхню думку, могли б їх поставити під юрисдикцію уряду. Вони свідомо відмовляються від всіх юридичних «контрактів», які пов'язують їх з державою: свідоцтв про народження, свідоцтв про одруження, паспортів, водійських прав тощо, а також відмовляються виконувати зобов'язання перед урядом, зокрема платити податки та штрафи, а іноді навіть чинять опір (в тому числі й озброєний) правоохоронцям, які намагаються їх затримати або потрапити на їх приватну власність, щиро вважаючи що мають на це правомочність.
Деякі з суверенних громадян лише доставляють дрібні незручності суспільству і державі, деякі заспамлюють суди абсурдними позовами, а деякі займаються відверто злочинною діяльністю. Федеральне бюро розслідувань класифікує деякі групи суверенних громадян як внутрішніх терористів. Так само вважає Поліція штату Новий Південний Уельс в Австралії.

## Чисельність
В 2010 році експерти з «Southern Poverty Law Center» оцінили що приблизно 100 000 американців були «переконаними суверенними громадянами», а ще 200 000 «лише почали використовувати аргументи суверенних громадян щоби протистояти всьому від штрафів за перевищення швидкості до звинувачень пов'язаних із наркотиками». В Канаді в 2015 році нарахували 30 000 суверенних громадян, у Новому Південному Уельсі в Австралії їх в тому ж році було 300 000 (при населенні штату в 7,5 мільйонів осіб).
Опитування офіцерів правоохоронних органів США в 2014 та 2015 роках показали, що правоохоронці вважають суверенних громадян найбільшою загрозою, небезпечнішою навіть за ісламських радикалів, расистів та неонацистів.